# 托巴科港村 (馬里蘭州)
托巴科港村（英語：Port Tobacco Village）是一個位於美國馬里蘭州查爾斯縣的市鎮。

## 人口
根據2020年美國人口普查的數據，托巴科港村的面積為0.48平方千米，當中陸地面積為0.48平方千米，而水域面積為0.00平方千米。當地共有人口18人，而人口密度為每平方千米38人。